# Ophiomyia cassiae
Ophiomyia cassiae este o specie de muște din genul Ophiomyia, familia Agromyzidae, descrisă de Spencer în anul 1963. Conform Catalogue of Life specia Ophiomyia cassiae nu are subspecii cunoscute.